# David Njoku
David Njoku (Cedar Grove, 10 luglio 1996) è un giocatore di football americano statunitense che milita nel ruolo di tight end per i Cleveland Browns della National Football League  (NFL).

## Carriera universitaria
Njoku al college giocò a football con i Miami Hurricanes dal 2014 al 2016. Dopo avere fatto passato la prima stagione come redshirt (poteva cioè allenarsi con la squadra ma non scendere in campo) disputò tutte le 13 partite nel 2015, di cui 4 come titolare, con 21 ricezioni per 362 yard e un touchdown. Nel 2016 ricevette 43 passaggi per 698 yard e 8 touchdown. A fine anno annunciò la sua intenzione di rinunciare agli ultimi due anni nel college football e rendersi eleggibile nel Draft NFL.

## Carriera professionistica

### Cleveland Browns
Il 27 aprile 2017, Njoku fu scelto come 29º assoluto nel Draft NFL 2017 dai Cleveland Browns. Debuttò come professionista partendo come titolare nella gara del primo turno contro i Pittsburgh Steelers ricevendo 2 passaggi per 20 yard. Il primo touchdown lo segnò la settimana successiva contro i Baltimore Ravens su passaggio del quarterback di riserva Chris Hogan. La sua annata da rookie si chiuse con 32 ricezioni per 386 yard e 4 touchdown, mentre i Browns divennero la seconda squadra della storia a terminare una stagione con zero vittorie e 16 sconfitte.
Nel marzo del 2022 su Njoku fu applicata la franchise tag. Il 27 maggio 2022 firmò un rinnovo contrattuale quadriennale del valore di 56,75 milioni di dollari.
Nella settimana 14 della stagione 2023 Njoku ricevette dal quarterback Joe Flacco due touchdown da più di 30 yard nella vittoria sui Jacksonville Jaguars. A fine stagione fu convocato per il suo primo Pro Bowl dopo avere terminato con 81 ricezioni per 882 yard e 6 touchdown, tutti nuovi primati personali. Nel primo turno di playoff guidò la squadra con 93 yard ricevute ma i Browns furono eliminati dai Texans.

## Palmarès
- Convocazioni al Pro Bowl: 1

2023